# Nekem lámpást adott kezembe az Úr Pesten
Nekem lámpást adott kezembe az Úr Pesten é um filme de drama húngaro de 1999 dirigido e escrito por Miklós Jancsó. Foi selecionado como representante da Hungria à edição do Oscar 2000, organizada pela Academia de Artes e Ciências Cinematográficas.

## Elenco
- Zoltán Mucsi	... 	Kapa
- Péter Scherer	... 	Pepe
- József Szarvas	... 	Józsi
- Miklós Jancsó
- Gyula Hernádi